# Hotel en café Slávia
Het zogenoemde Hotel en café Slávia (Slowaaks: Hotel a kaviareň Slávia) is een art-nouveaugebouw in de stad Košice. Het is gelegen in de Hlavná-straat 63 (Slowaaks: Hlavná ulica) : naast het Huis van Levoča en recht tegenover het staatstheater.

## Geschiedenis

### Voorganger - 17e tot 19e eeuw
Vooraleer het Hotel en café Slávia gebouwd werd, stond hier op deze plaats een woning met slechts een enkele woonlaag. Dit lage huis grensde aan het Huis van Levoča en lag vlak bij het Paleis van de hoofdkapitein. Doordat er regelmatig kapiteins over de vloer kwamen in het belendende Huis van Levoča, verhuurde de toenmalige eigenaar, Elijah Getzi, het oude gebouw in het begin van de 17e eeuw aan het leger.
Mettertijd veranderde het huis van uitbater en aan het begin van de 18e eeuw werd het ingericht als kroeg. In de tweede helft van de 19e eeuw kwam de woning in het bezit van Jozef Schiffbeck die er een hotel inrichtte. Later werd het huis gebruikt door de brouwerij « Konštantín Bauernebl & Zoon » die het gebouw kocht.

### Hotel en café - 20e eeuw
In het voorjaar van 1900 sloopte de brouwerij « Konštantín Bauernebl & Zoon » het 17e-eeuwse huis. In de plaats daarvan bouwde ze op korte tijd het art-nouveaugebouw « Slávia » met op de begane grond een café en erboven appartementen verspreid over twee verdiepingen.
De gevel van dit pand valt op door een aantal ornamenten en fresco's : onder meer een brouwerijtafereel. Veel experts beschouwen dit gebouw als een van de mooiste art-nouveau-constructies in de stad.
In 1982 werd het complex geregistreerd als cultureel monument en later als nationaal cultureel monument van de Slowaakse Republiek. 
Bij de aanvang van de jaren 1990 onderging het een grondige renovatie, waarbij het café en de hotelkamers bewaard bleven. Het gebouw is bekend geworden bij het grote publiek, dankzij het muziekprogramma van de Slowaakse Televisie « Café Slávia » dat hier werd gefilmd.

## Illustraties

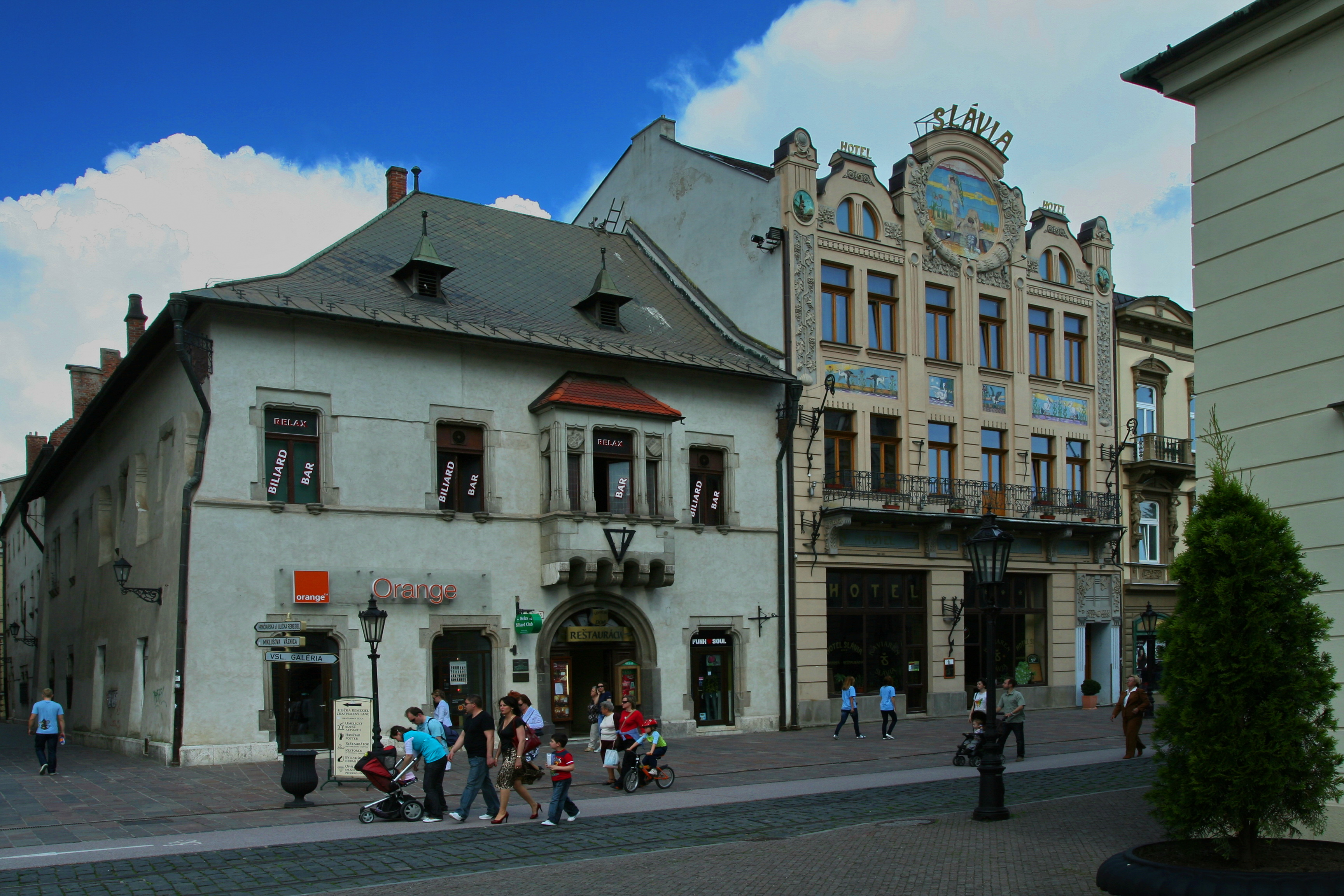
Het art-nouveau-gebouw "Slávia" (rechts) naast het "Huis van Levoča" (links).
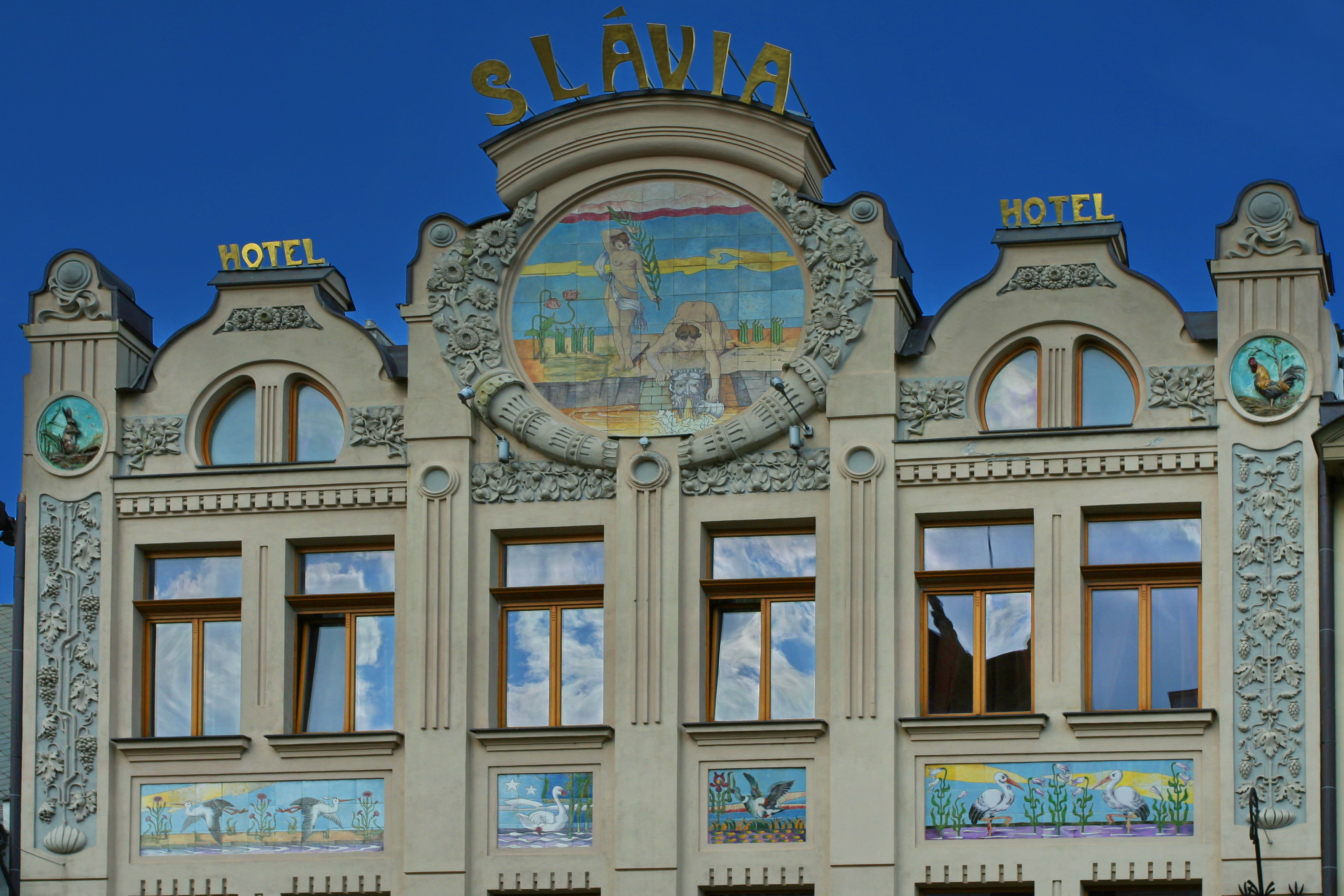
Detail van de voorgelvel met een voorstelling van stromend bier in het grote fresco.
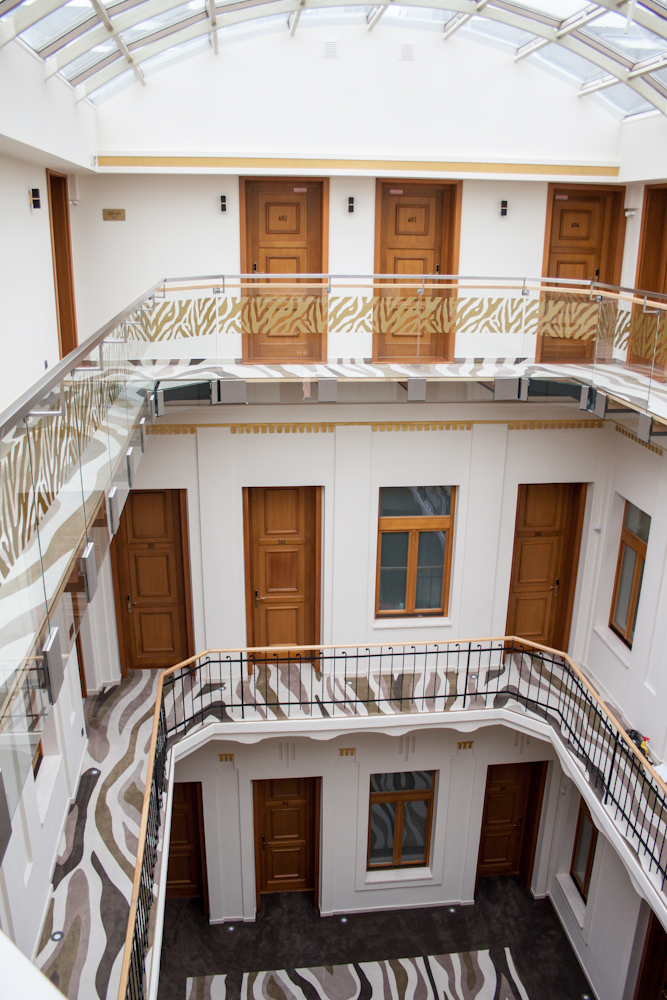
Interieur.
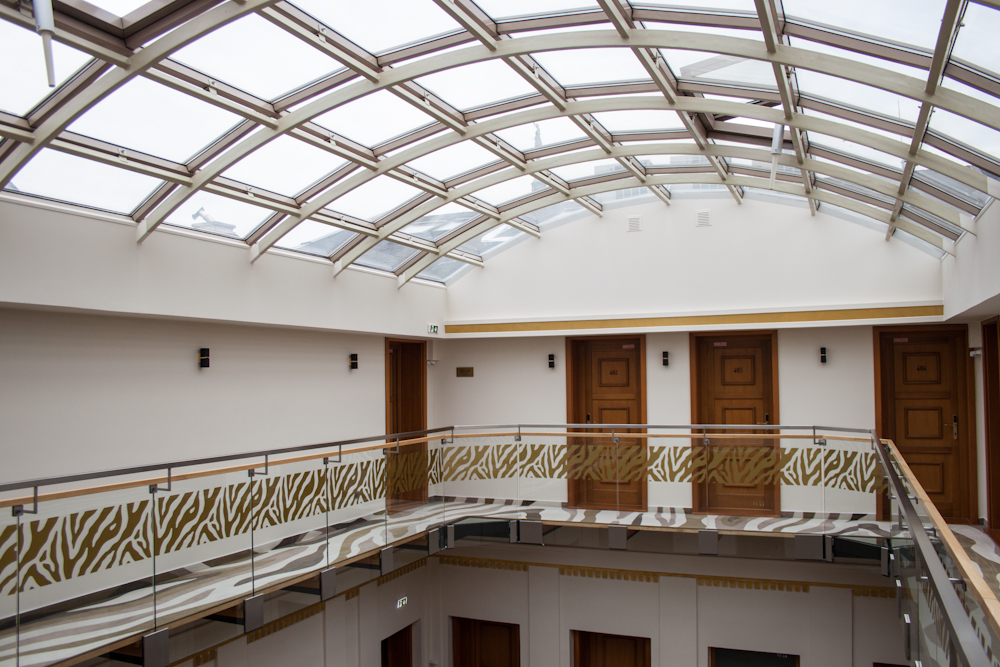
Interieur (hoogste verdieping).